# Brassica repanda
Brassica repanda là một loài thực vật có hoa trong họ Cải. Loài này được (Willd.) DC. mô tả khoa học đầu tiên năm 1821.